# Перібаджалари
Перібаджалари (тур. Peri Bacalari — в перекладі означає «каміни фей») — ерозійні стовпи у Каппадокії.
Перібаджалари є туристичною пам'яткою Туреччини, в товщі цих утворень вирізані житла. Ці скельні утворення були зображені на зворотній стороні нових турецьких банкнот 50 лір 2005—2009 рр.

## Походження перібаджалари
Скелі-перібаджалари Каппадокії стали продуктом вторинної денудації акумулятивно-денудаційної рівнини епігеосинклінальних поясів, якою є область сучасної Каппадокії. Перібаджалари є залишками — останцями — осередків більш твердої гірської породи серед менш твердої. Скелі-останці мають вигляд «камінів фей», хаток, стовпів, колон, фалосів, конусів, готичних храмів та замків.
Особлива форма останців-перібаджалари — результат роботи вітрової ерозії у першу чергу. Вітер підіймає грубодисперсний пил та ганяє його навколо скель. Маленькі піщинки стають жорстким абразивним матеріалом, який обточує скелі на кшталт токарного верстата.
Останці-стовпи, які прикриті пласкими «капелюшками», завдячують своїй колоноподібній формі та розмірам саме своєму «даху». Під лінзою з більш щільної породи процес руйнування сповільнений. Бо там де лінзи відсутні, утворилися скелі-останці у вигляді конусів.

## Поширення
Перібаджалари Каппадокії найкраще споглядати у межах Національного парку Гьореме, в Долині Голубів зокрема, на околицях міст Гьореме, Учісар.

## Галерея

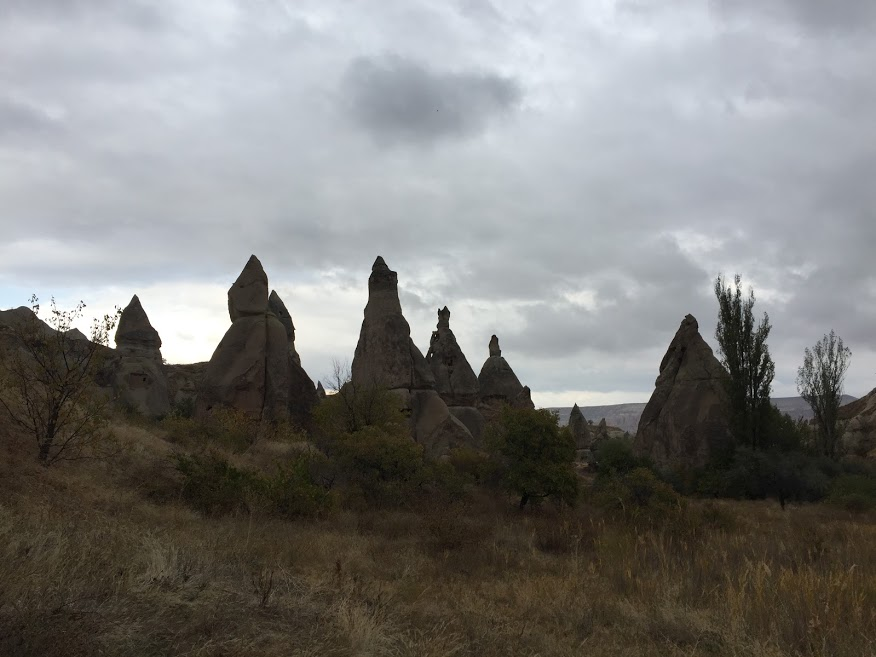
Перібаджалари в межах Національного парку Гьореме вздовж траси Гьореме-Учісар
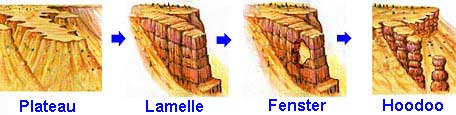
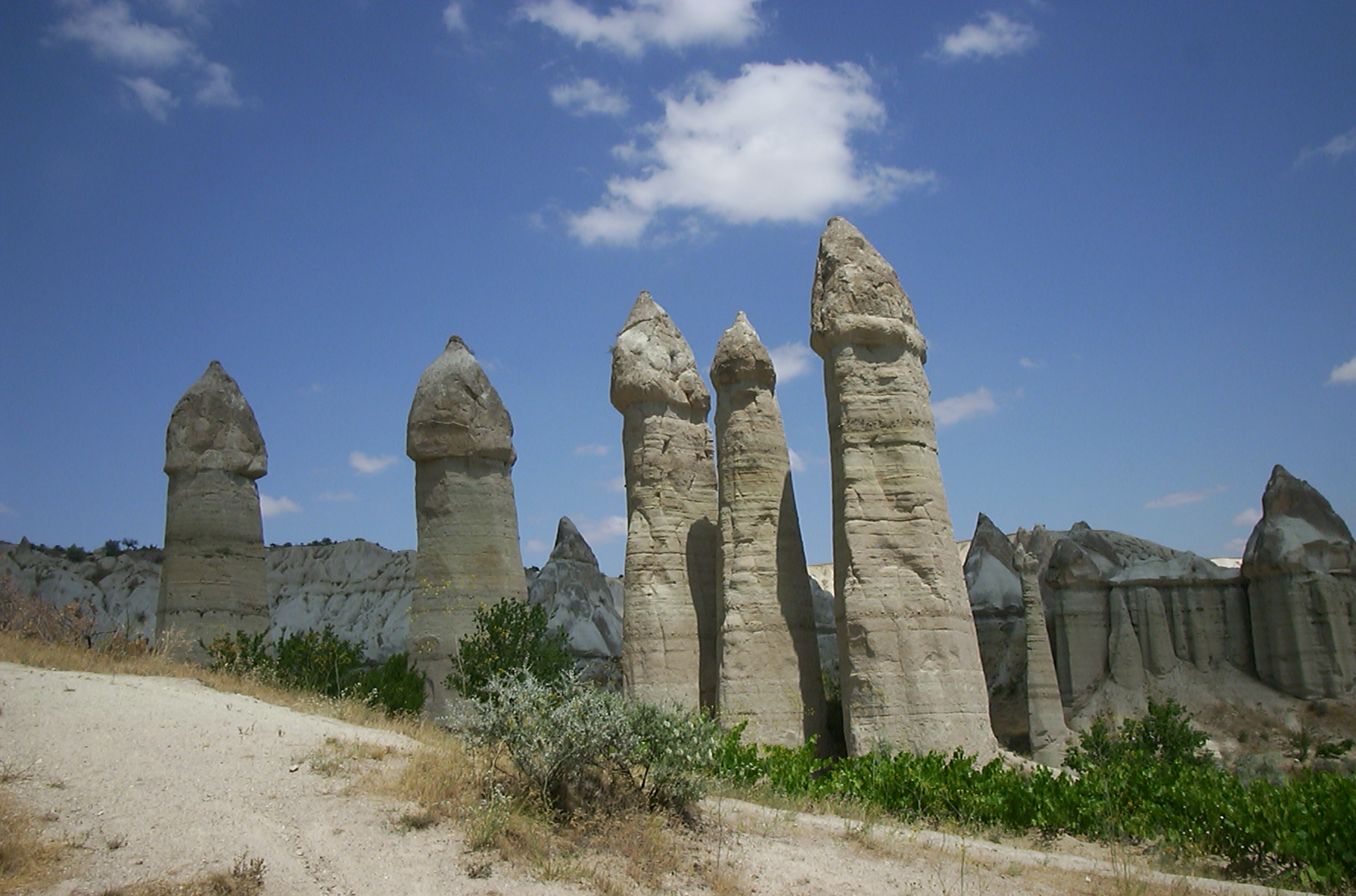
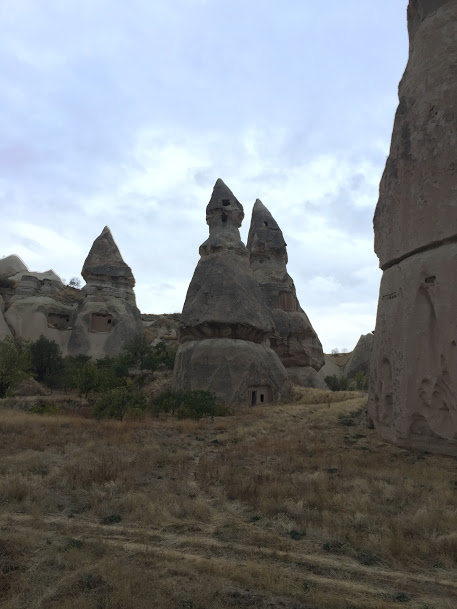
Перібаджалари Національного парку Гьореме вздовж траси Гьореме-Учісар